# Urosigalphus yucatanensis
Urosigalphus yucatanensis är en stekelart som beskrevs av Gibson 1982. Urosigalphus yucatanensis ingår i släktet Urosigalphus och familjen bracksteklar. Inga underarter finns listade i Catalogue of Life.